# Maga Magazinović
Marija Maga Magazinović, cyr. Maрија Мага Магазиновић (ur. 14 października 1882 w Užicach, zm. 8 lutego 1968 w Belgradzie) – serbska dziennikarka, tancerka, tłumaczka i filozof.

## Życiorys
Była córką Risto Magazinovicia. Ukończyła szkołę w Užicach. W 1896 przeniosła się wraz z rodziną do Belgradu, gdzie jej ojciec podjął pracę krawca w Teatrze Narodowym. Marija podjęła studia na Uniwersytecie Belgradzkim. Rozpoczęła od studiów na wydziale filozoficznym, była także pierwszą kobietą studiującą na wydziale prawa uczelni belgradzkiej. Studia ukończyła w 1904. Z powodu problemów finansowych rodziny po zakończeniu studiów podjęła pracę w Bibliotece Narodowej (jako pierwsza w historii Serbii kobieta-bibliotekarka) i pisała felietony do Politiki i Pozorniszog lista. Od 1906 pracowała w szkole dla dziewcząt, gdzie uczyła języka niemieckiego i filozofii.
W lipcu 1909 wyjechała do Monachium, gdzie zamierzała pisać pracę doktorską. Tam zafascynowała się baletem. Po ukończeniu kursu baletowego prowadzonego przez Charlotte Schnitter, rozpoczęła naukę w szkole baletowej Isadory Duncan. W 1912 powróciła do Serbii i służyła jako pielęgniarka w szpitalu wojskowym, w czasie I wojny bałkańskiej. Po zakończeniu wojny otworzyła w Belgradzie szkołę tańca nowoczesnego i gimnastyki artystycznej, w której uczyła się czołówka tancerzy jugosłowiańskich. Zajmowała się także choreografią, opracowując układy taneczne do baletów, inspirowane folklorem. Zespół studencki z Belgradu, pod jej kierownictwem wziął udział w ceremonii otwarcia Igrzysk Olimpijskich w Berlinie w 1936.
W 1941 przeszła na emeryturę. Od 1948 w belgradzkiej szkole baletowej Dujo Davičo prowadziła zajęcia z rytmiki i z historii tańca.
Była autorką publikacji poświęconych tematyce tanecznej. Pisała wspomnienia, które ukazały się drukiem w 2000, w opracowaniu Jeleny Šantić.

## Życie prywatne
11 maja 1914 poślubiła Niemca Gerharda Gezmana, z którym miała syna i córkę. Syn zmarł w 1916. Małżeństwo rozwiodło się w 1923.